# Saksofon
Saksofon (wł. sassofono, skrót: sass.; ang. saxophone, sax.) – instrument dęty drewniany z grupy aerofonów stroikowych. Mimo metalowego korpusu, zaliczany jest do drewnianych, ponieważ posiada drewniany stroik, tak jak klarnet. Dźwięk wydobywa się przez czarę. Występuje w dziewięciu odmianach, różniących się wielkością i zakresem dźwięków. Od najmniejszych saksofonów – soprillo, po największe – subkontrabasowe, najczęściej budowane w strojach B i Es (mniej typowe: C i F).
Saksofon skonstruowany został przez Adolpha Saxa w pierwszej połowie XIX wieku. Od początku XX wieku wiele zapisów nut na saksofon powstało na zlecenie zamożnej, początkującej saksofonistki – Elizy Hall. Współpracowała ona z kompozytorami takimi, jak: Claude Debussy, Gabriel Fauré, Vincent d’Indy i André Caplet. Muzyka na ten instrument jest wzbogacona twórczością jego promotorów, np. niemieckiego saksofonisty Sigurda Raschèra czy francuskiego muzyka Marcela Mule.

## Rodzina saksofonów
Do podstawowych i najpopularniejszych odmian saksofonów zaliczają się: sopranowy, altowy, tenorowy oraz baryton. Odmiany instrumentu strojone w C i F były początkowo przeznaczone do orkiestr symfonicznych, jednak nie cieszyły się wzięciem wśród muzyków. Ustąpiły najpowszechniejszym teraz wersjom w B i Es, powstałym z myślą o orkiestrach wojskowych. Do saksofonów orkiestrowych zalicza się rzadko już spotykane mezzo-sopranowy strojony w F, sopranowy w C i tenorowy C melody.
Saksofony sklasyfikowane według rejestrów i strojenia:
| # | Saksofon        | Strój | Skala |
| - | --------------- | ----- | ----- |
| 1 | soprillo        | B     |       |
| 2 | sopraninowy     | Es    |       |
| 3 | sopranowy       | B     |       |
| 4 | altowy          | Es    |       |
| 5 | tenorowy        | B     |       |
| 6 | barytonowy      | Es    |       |
| 7 | basowy          | B     |       |
| 8 | kontrabasowy    | Es    |       |
| 9 | subkontrabasowy | B     |       |

## Początki instrumentu
Historia saksofonu, w przeciwieństwie do większości instrumentów, nie jest długa. Nie ma on wcześniejszych odpowiedników, na których bazowałaby jego konstrukcja.
Saksofon został wynaleziony około 1841 roku przez belgijskiego budowniczego instrumentów – Adolpha Saxa. Pierwsza publiczna informacja o instrumencie (autorstwa Hectora Berlioza) ukazała się 12 czerwca 1842 roku w paryskim Journal des débats. Istnieją podejrzenia, że Sax chciał zaprezentować wynalazek na brukselskiej wystawie instrumentów w 1841 roku, jednak przesyłka zawierająca saksofon została zniszczona w niewyjaśnionych okolicznościach. 3 lutego 1844 roku, podczas wystawy w Paryżu nowy instrument zademonstrowano parze królewskiej, Ludwikowi Filipowi i Marii Amelii.
Pomimo wielu pozwów sądowych (złożonych przez rywali Saxa, którzy powołali Stowarzyszenie Zjednoczonych Twórców Instrumentów, ang. Association of the United Instrument Makers), Sax opatentował saksofon w czerwcu 1846 roku (wyłączność wygasła w 1866; w 1881 Sax rozszerzył zakres oryginalnego patentu). Dowiedziawszy się o wniosku o wyłączne prawa Saxa do saksofonu, niechętni mu muzycy ogłosili, że instrument ten był od wielu lat znany w Niemczech. Odpowiedzią Saxa na insynuacje wrogów była propozycja odstąpienia od patentu, jeśli w ciągu dwunastu miesięcy przedstawiliby mu podobnie skonstruowany instrument. Konkurenci podważali innowacyjność Saxa i starali się doprowadzić do anulowania licencji wszystkich jego wynalazków. Według adwokata reprezentującego stowarzyszenie „saksofon nigdy nie istniał, nie mógłby istnieć i miał być uznany za zwykły szarlatański podstęp”.

## Saksofon w różnych gatunkach muzycznych

### Muzyka klasyczna

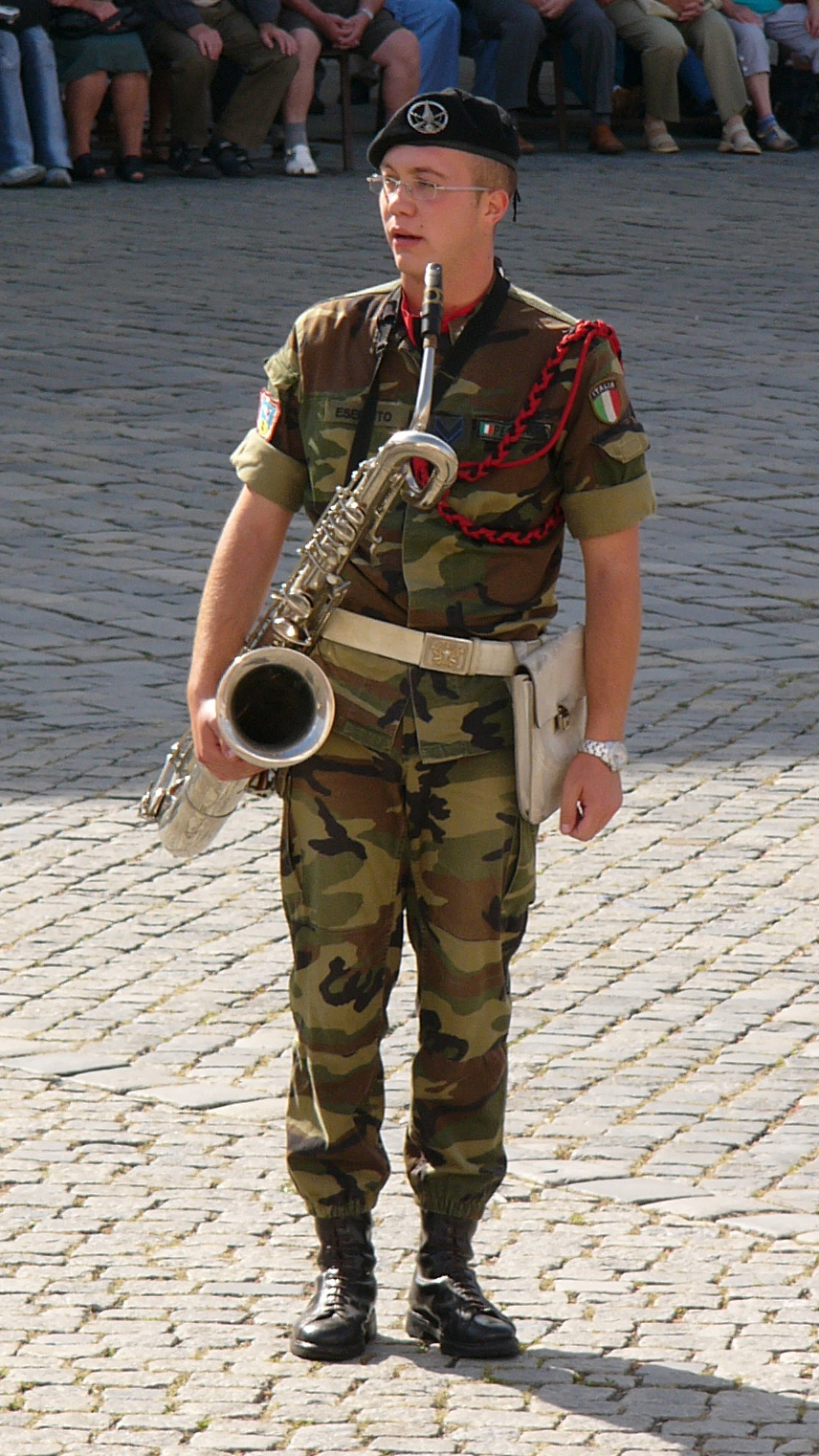
Włoski saksofonista wojskowy (grający na saksofonie barytonowym)

Saksofon został użyty jako instrument koncertowy kilka lat po powstaniu. W lutym 1844 roku Hector Berlioz wprowadził partie na saksofon do swojego dzieła chóralnego Chant Sacre. W grudniu pierwszy raz umieszczono nowy instrument w składzie orkiestry symfonicznej w operze Ostatni król Judei Kastnera. Jeszcze przed opatentowaniem saksofonu przez twórcę, 31 lipca 1845 roku, francuskie wojsko włączyło go do swojej orkiestry marszowej. Adolphe Sax został pierwszym profesorem gry na saksofonie w Konserwatorium Paryskim w 1858 roku. Pod koniec życia Saxa (zm. 1894) istniała już spora literatura muzyczna na saksofon:
- 1845 – Jean-Georges Kastner(inne języki): Variations Faciles et Brillante na saksofon solo i Sextour na 2 sopranowe, altowy, basowy i kontrabasowy;
- 1858 – Jean-Baptiste Singelée: Koncert na saksofony sopranowy i tenorowy oraz Fantaisie na barytonowy;
- 1861 – Richard Wagner dołączył sekcję saksofonów do orkiestry w czasie premiery opery Tannhäuser;
- 1862 – Jules Demersseman: Fantaisie sur un Theme Originale na saksofon altowy.

W późniejszych latach saksofon stawał się coraz bardziej popularny i był wykorzystywany w różnych dziełach:
- 1903 – Richard Strauss: Symphonia Domestica z partiami na saksofony sopranowy, altowy, barytonowy i basowy;
- 1904 – premiera utworu Vincenta d’Indy’ego Choral Varie w wykonaniu jednej z pierwszych saksofonistek, Eliza Hall (Copley Hall, Boston, Massachusetts);
- 1906 – Georges Sprok: Legend for saxophone and orchestra;
- 1911 – Claude Debussy: Rapsodia na saksofon altowy i orkiestrę (zamówiona przez Elizę Hall w 1901);
- 1917 – Béla Bartók: Drewniany Książę z partiami na saksofon altowy i tenorowy;
- 1922 – Maurice Ravel: Boléro na saksofon sopraninowy, sopranowy i tenorowy;
- 1922 – orkiestracja Obrazków z wystawy Modesta Musorgskiego;
- 1923 – George Gershwin: Błękitna rapsodia z trzema saksofonami – dwoma altowymi i tenorowym;
- 1928 – Anton Webern: Kwartet na klarnet, saksofon, skrzypce i fortepian;
- 1936 – Eugène Bozza(inne języki): Aria na saksofon altowy.

Obecność saksofonu w składzie orkiestry symfonicznej była kluczowym celem Saxa. Od samego początku miał on jednak problemy z przekonaniem większej liczby muzyków i kompozytorów do swojego instrumentu. 30-latek nie cieszył się popularnością; w odpowiedzi na reformę składu orkiestr wojskowych założone zostało przez jego konkurentów Stowarzyszenie Zjednoczonych Twórców Instrumentów.
Saksofoniści klasyczni używają zwykle ustników wykonanych z ebonitu. Są one łatwiejsze do opanowania niż metalowe, które są wykorzystywane w muzyce rozrywkowej.
Niektórzy polscy saksofoniści klasyczni:
- Paweł Gusnar
- Andrzej Rzymkowski
- Łukasz Dyczko[17]
- Alina Mleczko

### Jazz

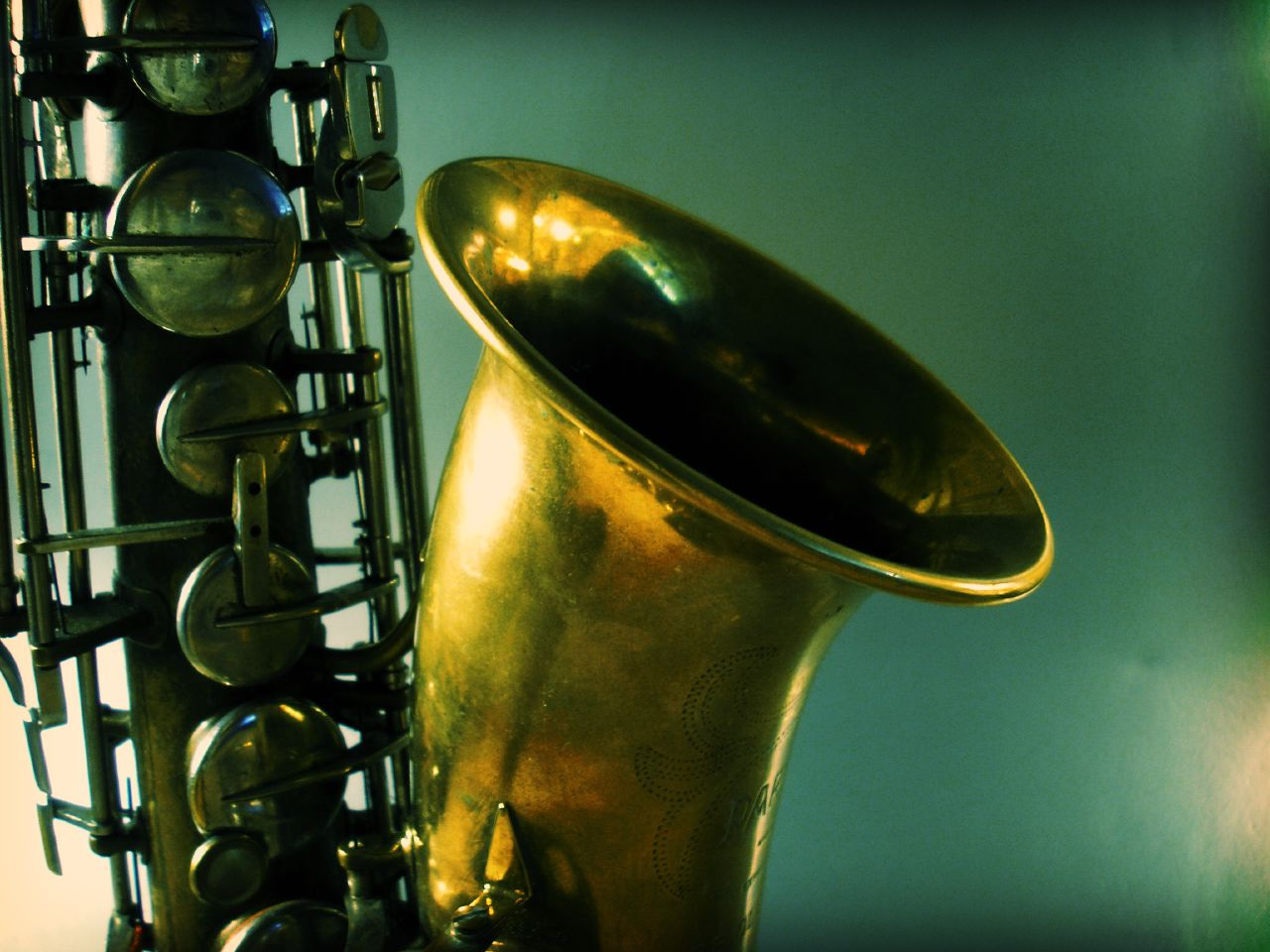
Saksofon tenorowy

Saksofon znalazł pewne zastosowanie w muzyce poważnej, jednak najczęściej jest wykorzystywany w muzyce jazzowej. Był obecny w składzie zespołów wczesnego jazzu od 1914 roku, za czasów orkiestr Nowego Orleanu. Obecnie zajmuje stałą pozycję w instrumentarium jazzu współczesnego. Kilku saksofonistów miało znaczący wkład (lub wpływ) w rozwój kolejnych jazzowych stylów muzycznych. Sidney Bechet reprezentował dixieland, u Hawkinsa słychać wykreowany przez Charliego Parkera i Dizzy’ego Gillespie bebop, Lester Young był inspiracją do powstania cool jazzu, Joe Henderson Sonny Rollins hard bop, a od tytułu płyty Colemana pochodzi nazwa free jazzu. W 1933 roku Benny Carter jako pierwszy użył w swoim big-bandzie sekcję aż pięciu saksofonów.
Do znanych saksofonistów jazzowych zaliczani są m.in.:

- Janusz Muniak
- Zbigniew Namysłowski
- Włodzimierz Nahorny
- Jan „Ptaszyn” Wróblewski
- Krzysztof Urbański
- Sidney Bechet
- Johnny Hodges
- Sonny Stitt
- Benny Carter
- Coleman Hawkins
- Lester Young
- Ben Webster
- Dexter Gordon
- Charlie Parker
- Sonny Rollins
- John Coltrane
- Joe Henderson
- Johnny Griffin
- Cannonball Adderley
- Gerry Mulligan
- Stan Getz
- Paul Desmond
- Phil Woods
- Wayne Shorter
- Ornette Coleman
- Jan Garbarek (norweski muzyk polskiego pochodzenia)

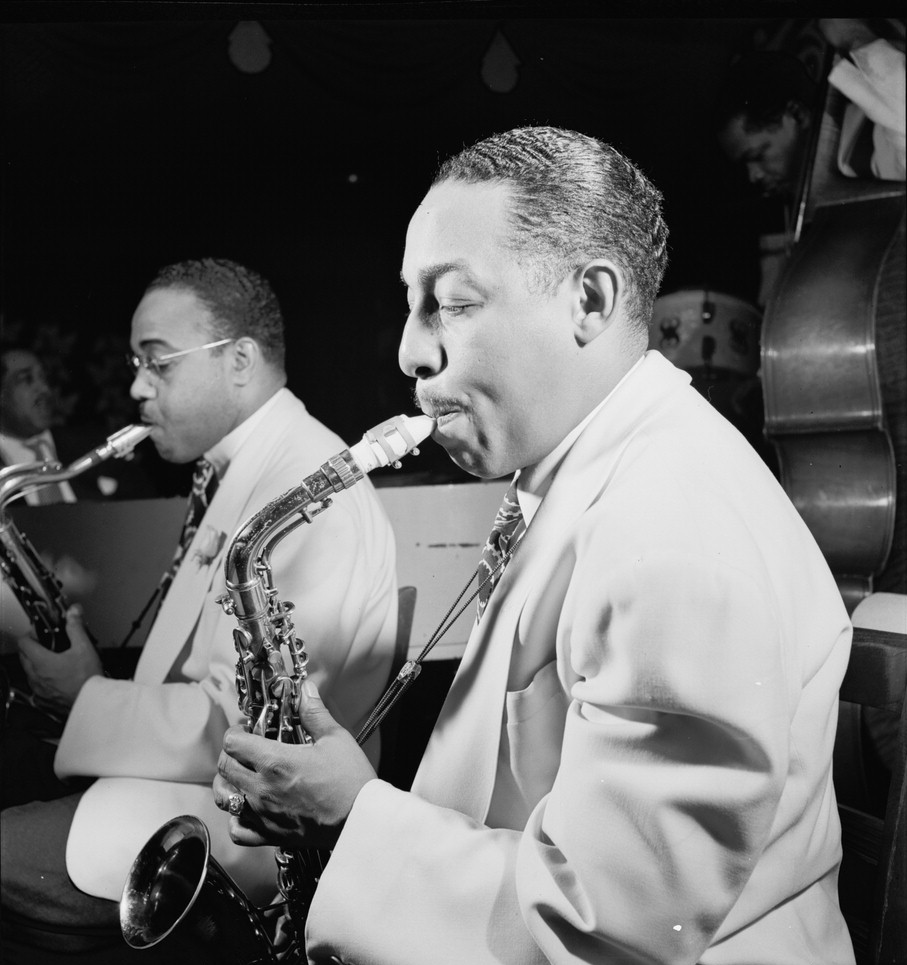
Johnny Hodges z altowym Conn 6M i Al Sears w tle, Nowy Jork 1946
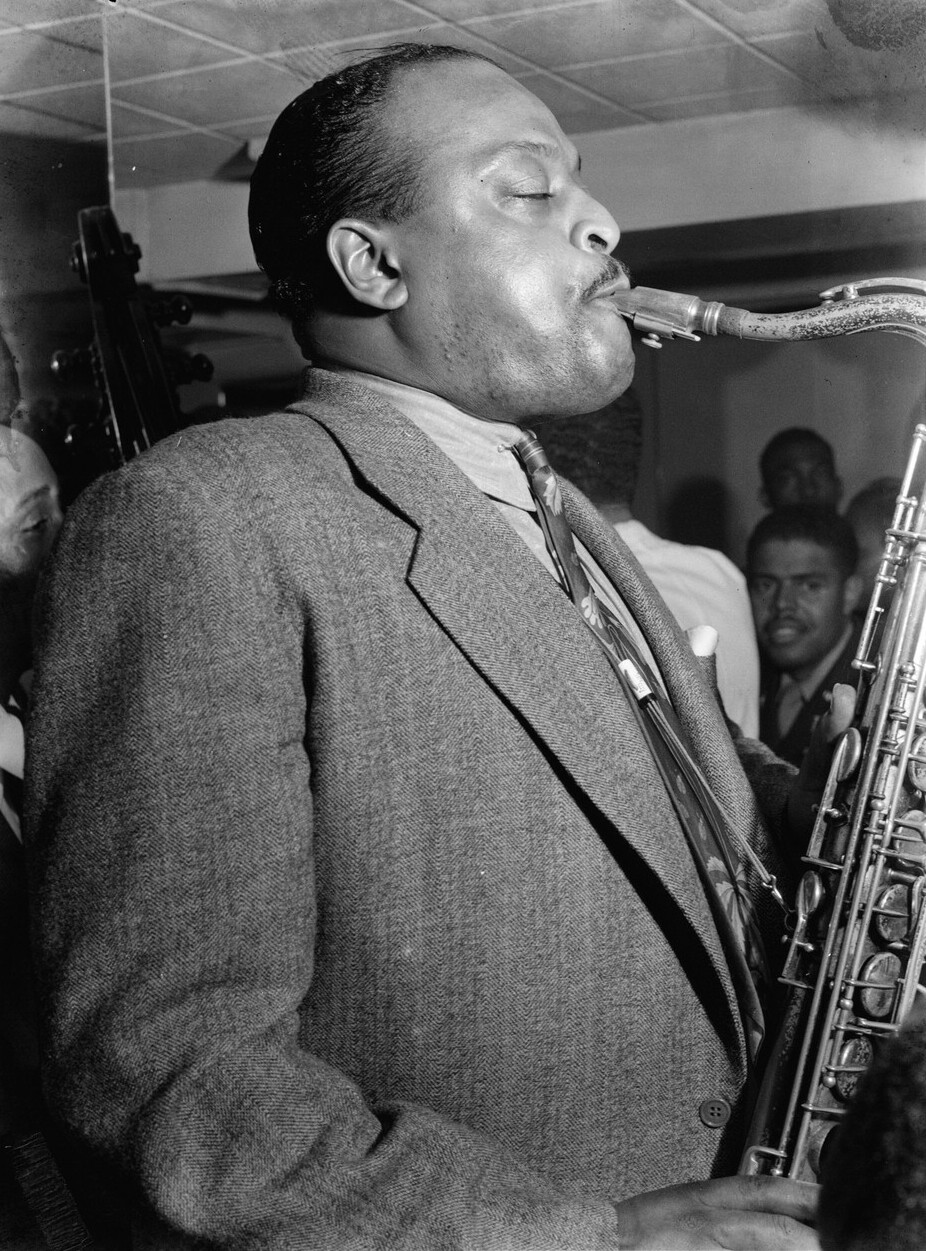
Ben Webster, saksofonista tenorowy, październik 1947
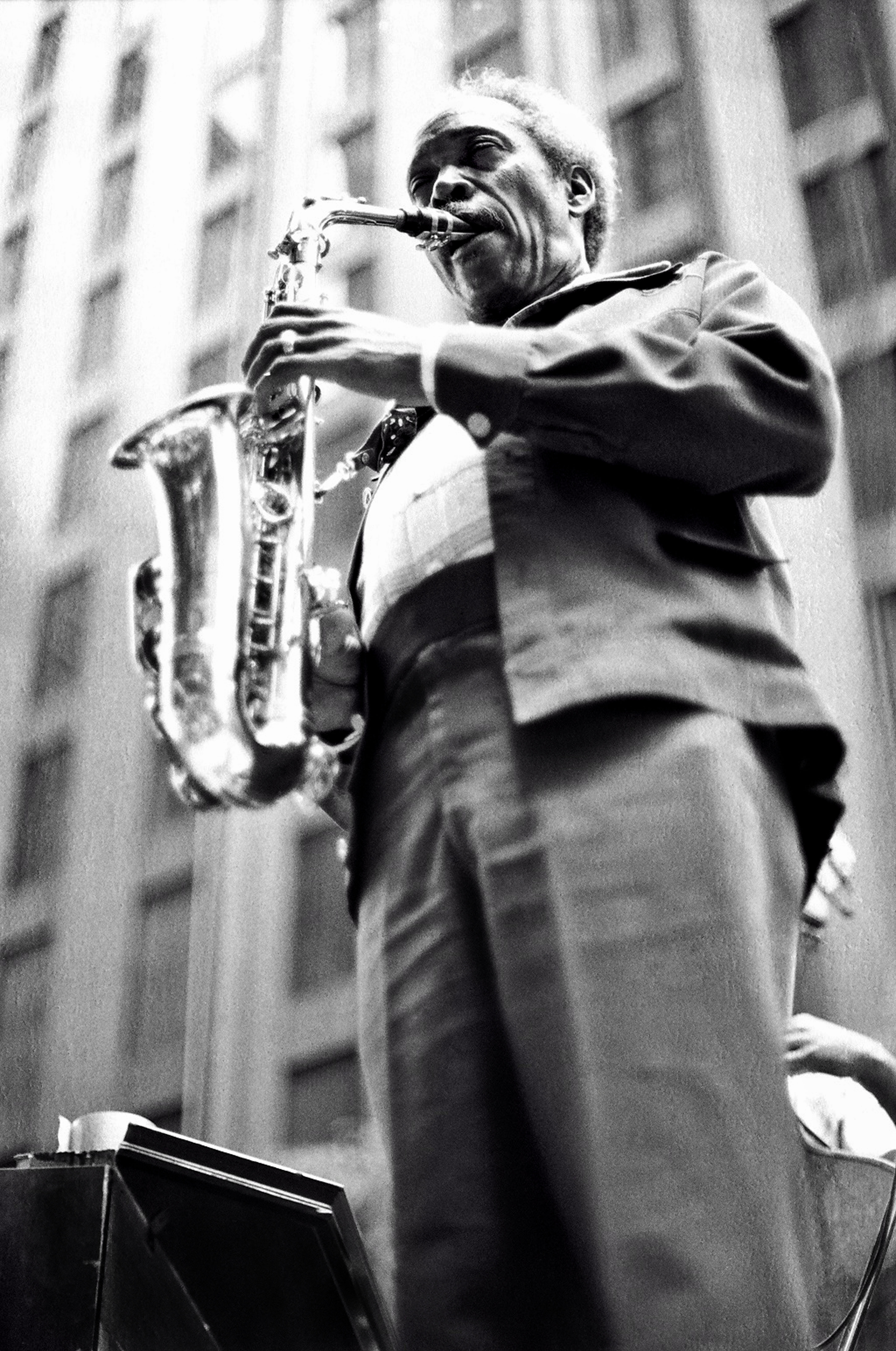
Sonny Stitt w 1976 roku, Nowy Jork
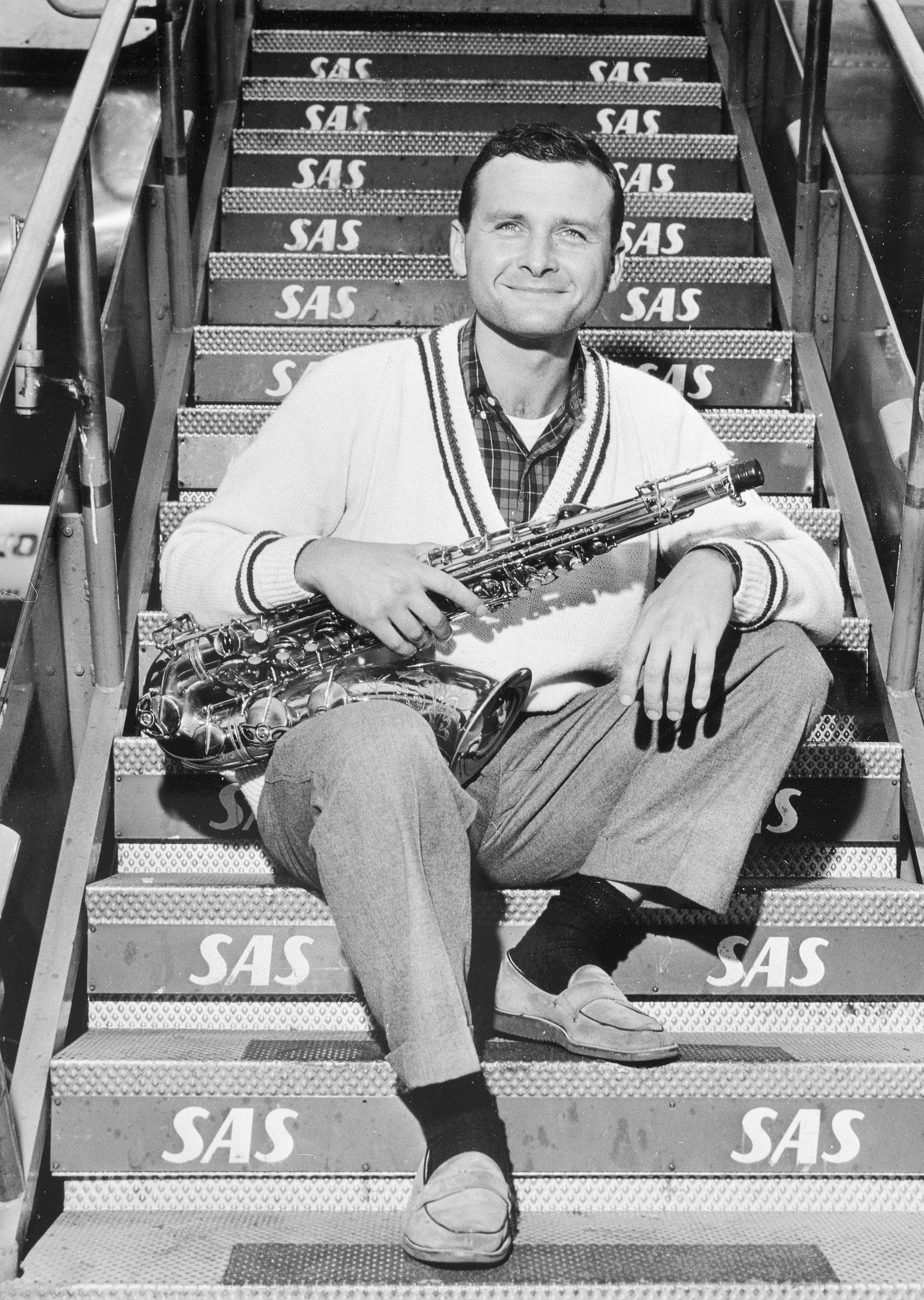
:Stan Getz, saksofonista tenorowy w 1958 roku
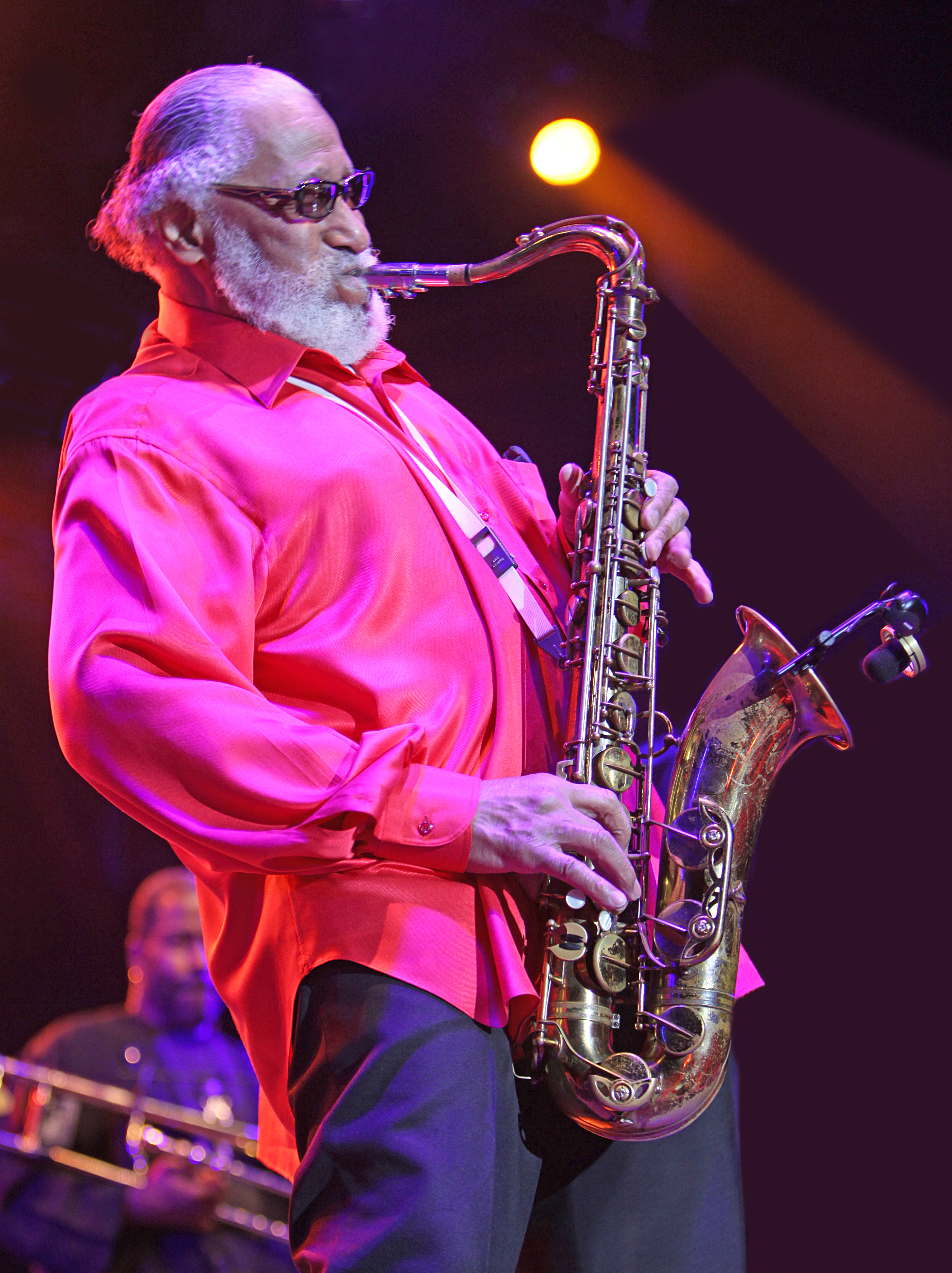
:Sonny Rollins w 2009 z saksofonem tenorowym; grywa też na sopranowym

### Rock

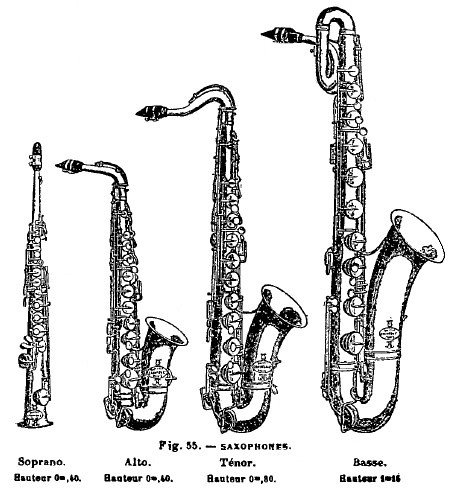
Porównanie wielkości saksofonów

Saksofon znalazł ograniczone zastosowanie w rocku. Istnieją co prawda wykonawcy i grupy z saksofonem w stałym składzie, jednak nie mieszczą się w głównym nurcie muzyki tego gatunku. Większość zespołów wykorzystuje saksofon jako dodatkowy instrument.
Znani saksofoniści nierzadko znajdujący się w stałym składzie zespołów rockowych:
- Candy Dulfer
- Brian Travers(inne języki), UB40
- Dick Heckstall-Smith, Colosseum
- John Helliwell, Supertramp
- Karl Jenkins, Soft Machine
- Jimmy Hastings(inne języki), Caravan
- Theo Travis, Gong
- Walter Parazaider(inne języki), Chicago
- Andy Mackay(inne języki), Roxy Music
- David Jackson(inne języki), Van der Graaf Generator
- Bobby Keys(inne języki), który nagrywał m.in. z The Rolling Stones
- Tomasz Glazik, stały saksofonista zespołu Kult
- Mikołaj Trzaska
- Mel Collins, nagrywał m.in. z King Crimson, Camel, Dire Straits.
- Dick Parry, nagrywał z zespołem Pink Floyd
- Marcin Nowakowski, z Lady Pank